# لی سو-هیون (خواننده، زاده ۱۹۹۶)
لی سو-هیون (کره‌ای: 이수현؛ زادهٔ ۵ سپتامبر ۱۹۹۶) خواننده و بازیگر اهل کره جنوبی است.
او عضو گروه آی.بی. آی بود.